# زمان‌آباد (بردسکن)
زمان‌آباد روستایی از توابع بخش انابد شهرستان بردسکن در استان خراسان رضوی است. این روستا در دهستان صحرا قرار دارد و براساس سرشماری سال ۱۳۸۵ جمعیت آن ۴۶۳ نفر (۱۱۵ خانوار) بوده است.